# 莲城大桥
莲城大桥原名湘潭四桥，是一座横跨湘江，连接湖南省湘潭市雨湖区和岳塘区的钢筋混凝土大桥。是世界首座斜拉钢管拱桥，该桥作为经典案例被写入教材。

## 沿革
2004年7月1日，莲城大桥开始建造，当时取名“湘潭四桥”，2006年6月，桥名更名为“莲城大桥”，2006年10月31日完成，花费4.521亿元。该桥采用BOT模式投资建设。
2007年7月12日，莲城大桥通车运营。建成后，由盐田港集团和中交四航局的合资公司成立的湘潭四航建设有限公司经营，对过往车辆收取过路费。自2009年后，莲城大桥成为长株潭地区唯一收取过路费的跨湘江大桥。自上游的湘江一桥、三桥取消收费后，莲城大桥的通行量下降。此外，因湘潭市发展需要和政策的改变，湘潭市于2011-2015年间，通过谈判的方式，最终确认以分三次补偿税后5.4 亿元的方式，提前收回大桥的特许经营权。2016年6月1日，莲城大桥取消收费制度。2023年8月，大桥主桥钢结构下部系杆钢丝出现断丝问题。

## 概况
莲城大桥主桥全长1340.86米，宽27米，桥面是双向四车道城市主干路。大桥使用的是斜拉索工商锚固技术。

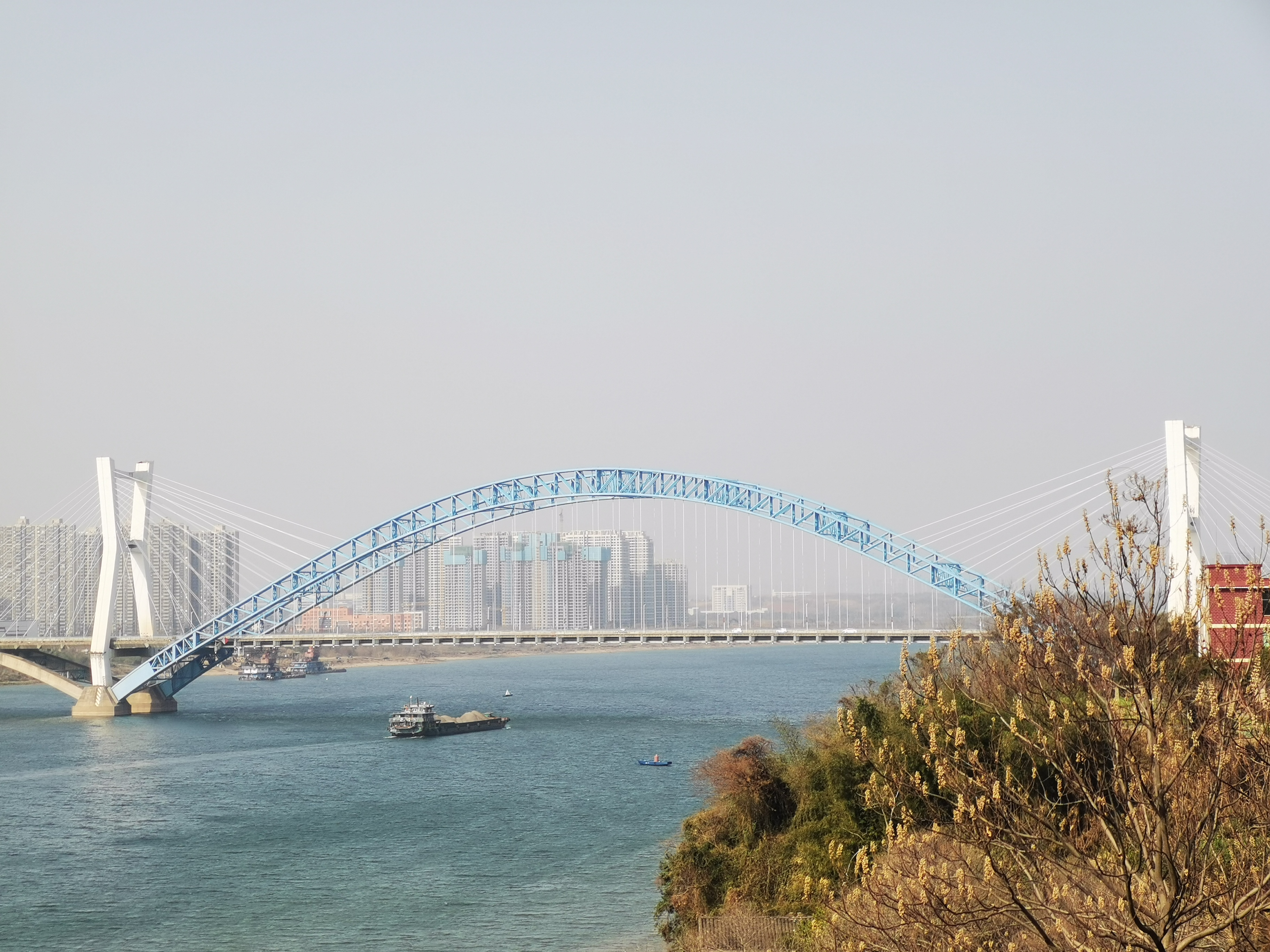
莲城大桥远景

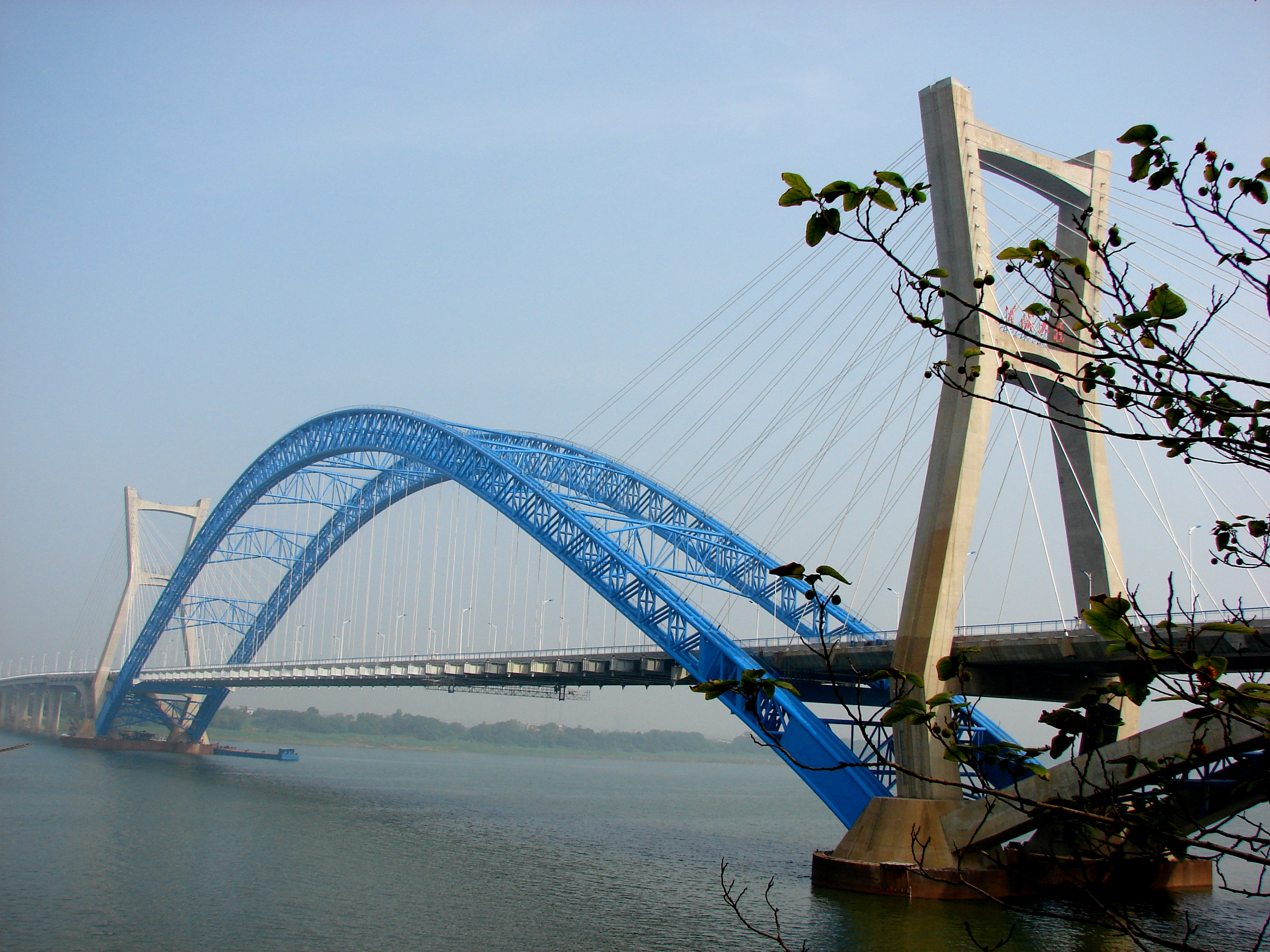
莲城大桥近景